# Tony Awards 1948
Die Verleihung der 2. Tony Awards 1948 (2nd Tony Awards) fand am 28. März 1948 im Großen Ballsaal des Hotels Waldorf Astoria in New York City statt und wurde live von den Radiosendern WOR (AM) und Mutual Broadcasting System übertragen. Moderatoren waren Harry Hershfield, Bert Lytell und Hiram Sherman. Ausgezeichnet wurden Theaterstücke und Musicals der Saison 1947/48, die am Broadway ihre Erstaufführung hatten.

## Hintergrund
Die Antoinette Perry Awards for Excellence in Theatre, oder besser bekannt als Tony Awards, werden seit 1947 jährlich in zahlreichen Kategorien für herausragende Leistungen bei Broadway-Produktionen und -Aufführungen der letzten Theatersaison vergeben. Zusätzlich werden verschiedene Sonderpreise, z. B. der Regional Theatre Tony Award, verliehen. Benannt ist die Auszeichnung nach Antoinette Perry. Sie war 1940 Mitbegründerin des wiederbelebten und überarbeiteten American Theatre Wing (ATW). Die Preise wurden nach ihrem Tod im Jahr 1946 vom ATW zu ihrem Gedenken gestiftet und werden bei einer jährlichen Zeremonie in New York City überreicht.

## Gewinner

### Künstlerische Produktion
| Kategorie           | Preisträger                    | Theaterstück bzw. Musical | Nominierungen |
| Bestes Theaterstück | Thomas Heggen und Joshua Logan | Mister Roberts            |               |
| Bester Produzent    | Leland Hayward                 | Mister Roberts            |               |

### Künstlerische Leistung
| Kategorie                            | Preisträger                                         | Theaterstück bzw. Musical                               | Nominierungen |
| Bester Hauptdarsteller Theaterstück  | Henry Fonda Paul Kelly und Basil Rathbone           | Mister Roberts Command Decision und The Heiress         |               |
| Beste Hauptdarstellerin Theaterstück | Judith Anderson Katharine Cornell und Jessica Tandy | Medea Antony and Cleopatra und A Streetcar Named Desire |               |
| Bester Hauptdarsteller Musical       | Paul Hartman                                        | Angel in the Wings                                      |               |
| Beste Hauptdarstellerin Musical      | Grace Hartman                                       | Angel in the Wings                                      |               |
| Bester Nachwuchs                     | June Lockhart und James Whitmore                    | For Love or Money und Command Decision                  |               |

### Künstlerische Gestaltung
| Kategorie                         | Preisträger        | Theaterstück bzw. Musical | Nominierungen |
| Bestes Bühnenbild                 | Horace Armistead   | The Medium                |               |
| Beste Bühnentechnik               | George Gebhardt    |                           |               |
| Beste Choreographie               | Jerome Robbins     | High Button Shoes         |               |
| Bester Dirigent und Musikdirektor | Milton Rosenstock  | Finian's Rainbow          |               |
| Beste Kostüme                     | Mary Percy Schenck | The Heiress               |               |
| Beste Originalmusik               |                    |                           |               |
| Beste Regie                       | Joshua Logan       | Mister Roberts            |               |

### Sonderpreise
| Kategorie                   | Preisträger | Grund der Preisverleihung                                                                                       |
| Regional Theatre Tony Award | Barter Theatre in Virginia | Sonderpreis wurde erstmals vergeben                                                                             |
| Special Tony Award          | Vera Allen | Hervorragende ehrenamtliche Tätigkeit für den American Theatre Wing während des Zweiten Weltkrieges und danach  |
| Special Tony Award          | Rosamund Gilder | Für seine Theater-Publikation                                                                                   |
| Special Tony Award          | The Experimental Theatre, Inc., John Garfield accepting                                                                                  | Für experimentelles Theater                                                                                     |
| Special Tony Award          | Besetzung von The Importance of Being Earnest                                                                                            | Beste ausländische Theaterkompagnie                                                                             |
| Special Tony Award          | Robert W. Dowling (Präsident der City Investing Company in New York City) und Paul Beisman (Betreiber des American Theatre in St. Louis) | Progressive Theaterbetreiber                                                                                    |
| Special Tony Award          | George Pierce | Für fünfundzwanzig Jahre zuvorkommenden und effizienten Dienst als Pförtner hinter der Bühne des Empire Theatre |
| Special Tony Award          | Mary Martin (Annie Get Your Gun) Joe E. Brown (Harvey)                                                                                   | |

## Statistiken

### Mehrfache Gewinne
- 3 Gewinne: Mister Roberts
- 2 Gewinne: Angel in the Wings, Command Decision und The Heiress